# Robert Hawkes
Robert Hawkes (Breachwood Green, 18 de outubro de 1880 - 12 de setembro de 1945) foi um futebolista inglês que competiu nos Jogos Olímpicos de 1908, sendo campeão olímpico.
Robert Hawkes pela Seleção Britânica de Futebol conquistou a medalha de ouro em 1908 e 1912, por clubes jogou apenas pelo Luton Town. .